# Обстріли Берислава (жовтень, 2024)
Ця стаття є частиною сторінки Обстріли Берислава (2024 рік) з 24 лютого 2022 року, яка є частиною Історії Берислава та Обстрілів Берислава.
Обстріли Берислава за жовтень 2024 року — низка терористичних атак на місто Берислав та район військами РФ, що почалися під час російського вторгнення в Україну з 24 лютого 2022 року та тривають понині.
Берислав до вторгнення Росії в Україну був осередком освіти Херсонщини з двома коледжами.
Зараз місто зазнало значних руйнувань, заміновані околиці, відсутні комунальні послуги. Під час окупації в місті була гостра нестача продуктів та ліків. Після деокупації місто зазнало нових випробувань, зокрема, відсутності електроенергії та води. Зараз Берислав перебуває під постійними обстрілами, внаслідок яких багато будинків пошкоджено, є поранені та загиблі. Багато людей в місті відмовляються покидати свої домівки, незважаючи на обстріли.

## Хронологія

###### 1 жовтня 2024 року
1 жовтня 2024 року під російськими обстрілами та авіаударами опинилися Антонівка, Станіслав, Велетенське, Широка Балка, Токарівка, Садове, Придніпровське, Кізомис, Дар'ївка, Томина Балка, Первомайське, Берислав, Саблуківка та Херсон.
Начальник Херсонської обласної військової адміністрації Олександр Прокудін повідомив, що російські війська завдали ударів по освітньому закладу, аптеці, церкві, житлових кварталах, багатоповерхівці та 20 приватних будинках. Пошкоджено газопровід, господарчу споруду та приватний автомобіль. Внаслідок обстрілів загинули шестеро людей, ще 11 отримали поранення.

###### 2 жовтня 2024 року
2 жовтня 2024 року під російськими обстрілами та авіаударами опинилися населені пункти Херсонської області: Антонівка, Берислав, Білозерка, Бургунка, Саблуківка, Садове, Гаврилівка, Дудчани, Новоберислав, П'ятихатки, Томина Балка, Широка Балка, Одрадокам'янка, Червоний Маяк, Костирка, Михайлівка, Микільське, Станіслав, Олександрівка, Зміївка, Урожайне, Козацьке, Придніпровське та Херсон.
За повідомленням начальника Херсонської обласної військової адміністрації Олександра Прокудіна, російські військові обстріляли житлові квартали, пошкодивши 13 приватних будинків, газопровід, господарчі споруди, автобус та приватні автомобілі. Внаслідок обстрілів загинули дві людини, ще вісім отримали поранення. Під час нічної атаки Сили протиповітряної оборони знищили три дрони «Shahed–131/136».

###### 3 жовтня 2024 року
3 жовтня 2024 року під російськими обстрілами та авіаударами опинилися населені пункти Херсонської області: Садове, Придніпровське, Зимівник, Антонівка, Кізомис, Широка Балка, Томина Балка, Білозерка, Станіслав, Берислав, Зміївка, Урожайне, Милове та Херсон. Про це повідомив начальник Херсонської обласної військової адміністрації Олександр Прокудін.
Російські військові завдали ударів по об'єктах критичної інфраструктури та житлово–комунальних комунікацій, пошкодивши 35 приватних будинків, господарчі споруди, складські приміщення, автобус, сільськогосподарську техніку та приватні автомобілі. Під час нічної атаки дронами Сили протиповітряної оборони знищили два «Shahed–131/136».

###### 4 жовтня 2024 року
4 жовтня 2024 року під російськими обстрілами та авіаударами опинилися населені пункти Херсонської області: Червоний Маяк, Понятівка, Широка Балка, Станіслав, Новоолександрівка, Берислав, Антонівка, Новоберислав, Придніпровське, Садове, Кізомис, Білозерка, Комишани, Львове та Херсон.
За даними начальника Херсонської обласної військової адміністрації Олександра Прокудіна, російські військові обстріляли сільськогосподарське підприємство, пошкодили 17 приватних будинків, газорозподільну станцію, складські приміщення та приватні автомобілі. Внаслідок обстрілів загинули дві людини, ще шестеро отримали поранення.

###### 5 жовтня 2024 року
5 жовтня 2024 року під російськими обстрілами та авіаударами опинилися Антонівка, Степанівка, Садове, Придніпровське, Дніпровське, Станіслав, Велетенське, Надеждівка, Широка Балка, Берислав, Нововоронцовка, Червоний Маяк, Милове, Зміївка, Львове та Херсон. Про це повідомив начальник Херсонської обласної військової адміністрації Олександр Прокудін.
Російські військові обстріляли житлові квартали, пошкодивши багатоповерхівку, шість приватних будинків, газогін, складське приміщення, господарчі споруди, автомобіль швидкої допомоги, автобус та приватні автомобілі. Внаслідок обстрілів загинула одна людина, ще 15 отримали поранення.

###### 7 жовтня 2024 року
7 жовтня 2024 року російські війська обстріляли та завдали авіаударів по населених пунктах Придніпровське, Зимівник, Антонівка, Садове, Комишани, Білозерка, Новодмитрівка, Томина Балка, Широка Балка, Софіївка, Станіслав, Шляхове, Берислав, Монастирське, Милове та Херсон. Про це повідомив начальник Херсонської обласної військової адміністрації Олександр Прокудін.
Пошкоджено освітні заклади, заклад культури, бібліотеку, адміністративну будівлю, 14 багатоповерхівок, 15 приватних будинків та приватні автомобілі. Внаслідок обстрілів загинула одна людина, ще 24 отримали поранення, з них четверо дітей.

###### 8 жовтня 2024 року
8 жовтня 2024 року під російськими обстрілами та авіаударами опинилися Антонівка, Станіслав, Томина Балка, Тягинка, Одрадокам'янка, Дар'ївка, Берислав, Веселе, Зеленівка, Чорнобаївка, Новодмитрівка, Дніпровське, Незламне, Нововоронцовка, Комишани, Качкарівка, Червоний Маяк, Львове, Степанівка, Ольгівка, Садове та Херсон.
Начальник Херсонської обласної військової адміністрації Олександр Прокудін повідомив, що російські війська влучили в освітні та медичні заклади, бібліотеку, адміністративну будівлю, заклад громадського харчування та сільськогосподарське підприємство. Пошкоджено 29 приватних будинків, господарчі споруди, гаражі, сільськогосподарську техніку, автобус та приватні автомобілі.
Внаслідок обстрілів одна людина загинула, ще 16 отримали поранення.

###### 9 жовтня 2024 року
9 жовтня 2024 року під російськими обстрілами та авіаударами опинилися Антонівка, Садове, Комишани, Станіслав, Новодмитрівка, Берислав, Гаврилівка, Милове, Нововоронцовка, Осокорівка, Новоолександрівка, Шляхове, Качкарівка, Золота Балка, Львове та Херсон.
Начальник Херсонської обласної прокуратури повідомив, що російські війська влучили в комунальне підприємство, освітні та медичні заклади, адміністративну будівлю, житлові квартали, багатоповерхівку та шість приватних будинків. Пошкоджено господарчу споруду, автобус та приватні автомобілі.
Внаслідок обстрілів одна людина загинула, ще 10 отримали поранення. Під час нічної дронової атаки Сили протиповітряної оборони знищили один «Shahed–131/136».

###### 10 жовтня 2024 року
10 жовтня 2024 року під російськими обстрілами та авіаударами опинилися Антонівка, Садове, Приозерне, Білозерка, Широка Балка, Станіслав, Олександрівка, Берислав, Крупиця, Томарине, Новотягинка, Придніпровське, Михайлівка та Херсон. Про це повідомив начальник Херсонської обласної військової адміністрації Роман Мрочко.
Російські війська вразили об'єкт критичної інфраструктури, автоцентр та заправну станцію, а також житлові квартали, пошкодивши чотири багатоповерхівки та п'ять приватних будинків. Було пошкоджено тролейбус, вантажівку, автомобілі швидкої допомоги та приватні автомобілі. Внаслідок обстрілів три людини отримали поранення.

###### 11 жовтня 2024 року
11 жовтня 2024 року під російськими обстрілами та авіаударами опинилися Садове, Антонівка, Чорнобаївка, Білозерка, Комишани, Молодіжне, Кізомис, Станіслав, Широка Балка, Олександрівка, Микільське, Берислав, Дудчани, Саблуківка, Томарине, Новоолександрівка, Шляхове, Зміївка, Червоний Маяк, Козацьке, Веселе та Херсон. Про це повідомив начальник Херсонської обласної військової адміністрації Олександр Прокудін.
Російські війська вразили медичний заклад, адміністративну будівлю, стільникову вежу та житлові квартали, пошкодивши багатоповерхівку та 15 приватних будинків. Було пошкоджено газогін, господарчі споруди, складські приміщення та приватні автомобілі. Внаслідок обстрілів чотири людини отримали поранення.
Сили протиповітряної оборони знищили дрон «Shahed–131/136» під час нічної атаки.

###### 13 жовтня 2024 року
Протягом доби 13 жовтня 2024 року російські війська обстріляли населені пункти Бериславської, Новоолександрівської, Милівської та Тягинської громад вздовж річки Дніпро. Про це повідомив начальник Бериславської районної військової адміністрації Володимир Літвінов.
Попри інтенсивні атаки, значних руйнувань житлового фонду, цивільної та критичної інфраструктури не зафіксовано. Жертв та постраждалих серед цивільного населення немає.

###### 14 жовтня 2024 року
14 жовтня 2024 року російські війська здійснили обстріли та авіаудари по населених пунктах Херсонської області, включаючи Антонівку, Берислав, Бургунку, Новоолександрівку, Нововоронцовку, Шляхове, Милове, Гаврилівку, Інгулець, Софіївку, Широку Балку, Станіслав, Червоний Маяк, Качкарівку, Одрадокам'янку, Зеленівку, Комишани, Садове, Хрещенівку, Михайлівку, Козацьке та Херсон. Начальник Херсонської обласної військової адміністрації Олександр Прокудін повідомив, що були пошкоджені об'єкти критичної інфраструктури, освітні та медичні заклади, магазин, житлові квартали, 23 приватні будинки, газопровід та приватні автомобілі. Внаслідок обстрілів загинули чотири людини, ще шестеро отримали поранення.

###### 15 жовтня 2024 року
15 жовтня 2024 року під російськими обстрілами та авіаударами опинилися Антонівка, Садове, Комишани, Велетенське, Інженерне, Станіслав, Дніпровське, Білозерка, Олександрівка, Широка Балка, Берислав, Саблуківка, Червоний Маяк, Милове та Херсон. Про це повідомив начальник Херсонської обласної військової адміністрації Олександр Прокудін. Російські війська влучили в об'єкт критичної інфраструктури, освітній заклад, адміністративну будівлю та житлові квартали, пошкодивши багатоповерхівку та дев'ять приватних будинків. Також були пошкоджені господарські споруди, гараж, автобус та приватні автомобілі. Внаслідок обстрілів шестеро людей отримали поранення.

###### 16 жовтня 2024 року
16 жовтня 2024 року під російськими обстрілами та авіаударами опинилися Тягинка, Михайлівка, Станіслав, Софіївка, Берислав, Новокаїри, Комишани, Велетенське, Гаврилівка, Білозерка, Осокорівка, Червоний Маяк, Шляхове, Бургунка, Садове, Антонівка, Придніпровське, Інженерне, Зміївка та Херсон. Про це повідомив начальник Херсонської обласної військової адміністрації Олександр Прокудін. Російські війська влучили в житлові квартали, пошкодивши п'ять багатоповерхівок та 10 приватних будинків. Також були пошкоджені станція техобслуговування та приватні автомобілі. Внаслідок обстрілів шестеро людей отримали поранення.

###### 17 жовтня 2024 року
17 жовтня 2024 року під російськими обстрілами та авіаударами опинилися Кізомис, Садове, Придніпровське, Білозерка, Олександрівка, Широка Балка, Станіслав, Берислав, Одрадокам'янка, Нововоронцовка, Новорайськ та Херсон. Про це повідомив начальник Херсонської обласної військової адміністрації. Російські сили влучили в кав'ярню та торговельний заклад, а також пошкодили житлові квартали, зокрема багатоповерхівку та два приватні будинки. Було пошкоджено газопровід, господарчу споруду та приватні автомобілі. Внаслідок обстрілів три людини отримали поранення.

###### 18 жовтня 2024 року
18 жовтня 2024 року під російськими обстрілами та авіаударами опинилися населені пункти Херсонської області, включаючи Антонівку, Зеленівку, Берислав, Білозерку, Комишани, Станіслав, Садове, Микільське, Одрадокам'янку, Осокорівку, Олександрівку, Нововоронцовку, Золоту Балку, Малу Сейдеменуху, Ольгівку та Херсон. Про це повідомив начальник Херсонської обласної військової адміністрації Олександр Прокудін. Російські військові влучили в освітні та медичні заклади, адміністративну будівлю, житлові квартали, пошкодивши три багатоповерхівки та 12 приватних будинків. Також були пошкоджені автомобіль швидкої допомоги, автобус та приватні автомобілі. Внаслідок обстрілів дев'ятеро людей отримали поранення.

###### 19 жовтня 2024 року
19 жовтня 2024 року Бериславська та Милівська територіальні громади були обстріляні російськими військами за останню добу. За словами начальника Бериславської районної військової адміністрації Володимира Літвінова, російські окупанти використовували безпілотні літальні апарати для атак на села Зміївка та Саблуківка. Пошкоджено житлові будинки та господарські споруди, але серед цивільних постраждалих та загиблих немає.

###### 20 жовтня 2024 року
20 жовтня 2024 року російські війська обстріляли Херсон, Комишани, Білозерку, Станіслав, Червоний Маяк, Берислав, Нововоронцовку, Зміївку, Зеленівку, Широку Балку, Новокаїри, Степанівку, Зимівник, Розлив, Дудчани, Садове, Антонівку, Ромашкове та Козацьке. За даними начальника Херсонської обласної військової адміністрації Олександра Прокудіна, пошкоджено дві багатоповерхівки, 23 приватні будинки, господарчу споруду та приватні автомобілі. Дві людини отримали поранення. Сили протиповітряної оборони знищили один ударний безпілотник типу «Shahed–131/136».

###### 21 жовтня 2024 року
21 жовтня 2024 року російські війська обстріляли Херсон, Антонівку, Садове, Придніпровське, Комишани, Інженерне, Дніпровське, Інгулець, Чорнобаївку, Понятівку, Кізомис, Білозерку, Станіслав, Микільське, Берислав, Червоний Маяк, Нововоронцовку, Качкарівку, Республіканець, Новокаїри, Новоберислав, Томарине, Шляхове та Золоту Балку. За даними начальника Херсонської обласної військової адміністрації Олександра Прокудіна, пошкоджено об'єкт критичної інфраструктури, адмінбудівлі, 12 приватних будинків, гаражі, господарчу споруду, газопровід, водопровід, приватні автомобілі, автобус, карету швидкої допомоги та сільськогосподарську техніку. Дев'ятеро людей отримали поранення. Сили протиповітряної оборони знищили ударний безпілотник типу «Shahed–131/136».

###### 22 жовтня 2024 року
22 жовтня 2024 року російські війська здійснили обстріли та авіаудари по Херсону, Антонівці, Червоному Маяку, Станіславу, Софіївці, Велетенському, Микільському, Шляховому, Інгульцю, Новодмитрівці, Бериславу, Новобериславу, Одрадокам'янці, Зимівнику, Придніпровському, Нововоронцовці та Трудолюбівці. Начальник Херсонської обласної військової адміністрації Олександр Прокудін повідомив, що російські військові влучили в об'єкт критичної інфраструктури та медичний заклад, а також пошкодили житлові квартали, зокрема три багатоповерхівки та 24 приватні будинки. Окрім цього, були пошкоджені гаражі, господарча споруда, газопровід та приватні автівки. Внаслідок обстрілів дві людини отримали поранення.

###### 23 жовтня 2024 року
23 жовтня 2024 року під російськими обстрілами та авіаударами опинилися Херсон, Антонівка, Садове, Чорнобаївка, Микільське, Інженерне, Придніпровське, Велетенське, Кізомис, Білозерка, Широка Балка, Томина Балка, Розлив, Новодмитрівка, Олександрівка, Станіслав, Софіївка, Зимівник, Берислав, Шляхове, Новоолександрівка, Милове, Нововоронцовка, Львове, Одрадокам'янка. Начальник Херсонської обласної військової адміністрації Олександр Прокудін повідомив, що росіяни влучили у стільникову вежу, два освітні заклади, адміністративну будівлю, житлові квартали, критичну та енергетичну інфраструктуру. Було пошкоджено дев'ять багатоповерхівок, 29 приватних будинків, лінію електропередач, газопровід, АЗС, приватні гаражі та автомобілі. Внаслідок обстрілів загинули дві людини, ще семеро отримали поранення.

###### 24 жовтня 2024 року
24 жовтня 2024 року під російськими обстрілами та авіаударами опинилися Херсон, Софіївка, Берислав, Зеленівка, Томина Балка, Нововоронцовка, Чорнобаївка, Лозове, Комишани, Новодмитрівка, Качкарівка, Розлив, Білозерка, Велетенське, Станіслав, Олександрівка, Кізомис, Антонівка, Томарине, Дар'ївка, Інгулець, Бургунка, Придніпровське, Садове, Інженерне та Новотягинка. Начальник Херсонської обласної військової адміністрації Олександр Прокудін повідомив, що російські військові влучили по критичній інфраструктурі, вежі стільникового зв'язку, житлових кварталах, пошкодивши гуртожиток, багатоповерхівку та 32 приватні будинки. Було також пошкоджено цивільні автомобілі. Внаслідок обстрілів п'ятеро людей отримали поранення.

###### 25 жовтня 2024 року
25 жовтня 2024 року під російськими обстрілами та авіаударами опинилися Херсон, Антонівка, Придніпровське, Садове, Томина Балка, Степанівка, Комишани, Дніпровське, Білозерка, Софіївка, Станіслав, Первомайське, Берислав, Золота Балка, Нововоронцовка, Гаврилівка, Бургунка. Начальник Херсонської обласної військової адміністрації Олександр Прокудін повідомив, що росіяни влучили у поштове відділення, житлові квартали, пошкодивши багатоповерхівку та 17 приватних будинків. Було також пошкоджено господарчі споруди та автомобілі. Внаслідок обстрілів загинули троє людей, ще семеро отримали поранення.

###### 26 жовтня 2024 року
26 жовтня 2024 року російські війська здійснили обстріли та авіаудари по Херсону, Антонівці, Бериславу, Станіславу, Веселому, Михайлівці, Софіївці, Томіній Балці, Широкій Балці, Білозерці, Шляховому, Микільському, Зміївці, Одрадокам'янці, Дніпровському, Придніпровському, Садовому та Осокорівці. Начальник Херсонської обласної військової адміністрації Олександр Прокудін повідомив, що російські військові влучили у житлові квартали, пошкодивши 23 приватні будинки, газопровід та автомобіль. Внаслідок обстрілів загинули двоє людей, ще восьмеро отримали поранення. Сили протиповітряної оборони знищили два ударних безпілотники типу «Shahed–131/136».

###### 27 жовтня 2024 року
27 жовтня 2024 року російські війська здійснили обстріли та авіаудари по Херсону, Комишанам, Білозерці, Інженерному, Дніпровському, Софіївці, Станіславу, Широкій Балці, Томіній Балці, Олександрівці, Антонівці, Садовому, Придніпровському, Понятівці, Микільському, Бериславу, Нововоронцовці, Осокорівці та Трудолюбівці. Начальник Херсонської обласної військової адміністрації Олександр Прокудін повідомив, що російські військові влучили в об'єкти критичної інфраструктури, медичний заклад, житлові квартали, шість багатоповерхівок та 22 приватні будинки. Пошкоджено господарчі споруди, гараж, газогін, приватні та сільськогосподарські транспортні засоби. Внаслідок обстрілів загинули п'ятеро людей, ще 13 отримали поранення, з них одна дитина.

###### 28 жовтня 2024 року
28 жовтня 2024 року російські війська здійснили обстріли та авіаудари по Білозерці, Томіній Балці, Бериславу, Качкарівці, Тягинці, Антонівці, Микільському, Новодмитрівці, Софіївці, Широкій Балці, Станіславу, Шляховому, Михайлівці, Миловому, Надеждівці, Одрадокам'янці, Комишанам, Осокорівці, Золотій Балці, Миколаївці, Зимівнику, Львовому, Садовому, Придніпровському, Інженерному та Херсону. Начальник Херсонської обласної військової адміністрації Олександр Прокудін повідомив, що російські військові влучили в об'єкти критичної інфраструктури, адмінбудівлю, бібліотеку, поштове відділення, житлові квартали, дві багатоповерхівки та дев'ять приватних будинків. Пошкоджено господарську споруду та приватні автомобілі. Внаслідок обстрілів загинули дві людини, ще 16 отримали поранення, з них двоє дітей.

###### 29 жовтня 2024 року
29 жовтня 2024 року під російськими обстрілами та авіаударами опинилися Антонівка, Комишани, Придніпровське, Зеленівка, Чорнобаївка, Садове, Білозерка, Станіслав, Микільське, Берислав, Дудчани, Золота Балка, Львове та Херсон. Про це повідомив начальник Херсонської обласної військової адміністрації Олександр Прокудін. Російські війська вразили об'єкти критичної інфраструктури, освітній заклад, магазин та житлові квартали, пошкодивши три багатоповерхівки та 30 приватних будинків. Також були пошкоджені газопроводи, гаражі, автобуси та приватні автомобілі. Внаслідок обстрілів загинули троє людей, ще 15 отримали поранення.

###### 30 жовтня 2024 року
30 жовтня 2024 року російські війська обстріляли Антонівку, Берислав, Благовіщенське, Білозерку, Гаврилівку, Дудчани, Микільське, Приозерне, Станіслав, Новокаїри, Кізомис, Зеленівку, Комишани, Садове, Новорайськ та Херсон. За даними начальника Херсонської обласної військової адміністрації Олександра Прокудіна, пошкоджено бібліотеку, офісне приміщення, багатоповерхівку, 21 приватний будинок, гаражі, автобус та приватні автомобілі. Одна людина загинула, шестеро отримали поранення.

###### 31 жовтня 2024 року
31 жовтня 2024 року російські війська обстріляли Антонівку, Придніпровське, Садове, Томину Балку, Білозерку, Гончарне, Станіслав, Софіївку, Надеждівку, Молодіжне, Берислав, Золоту Балку, Тягинку, Крупицю, Дудчани, Новоолександрівку, Новокаїри, Томарине та Херсон. За даними начальника Херсонської обласної військової адміністрації Олександра Прокудіна, пошкоджено освітній заклад та 11 приватних будинків. Одна людина загинула, ще 13 отримали поранення.